# Zračna luka Džahrom
Zračna luka Džahrom (IATA kod: JAR, ICAO kod: OISJ) smještena je kod grada Džahrom u južnom dijelu Irana odnosno pokrajini Fars. Nalazi se na nadmorskoj visini od 1024 m. Zračni prijevoznici koji nude redovne letove u ovoj zračnoj luci uključuju Iran Air (iz/u: Teheran-Mehrabad, Mašhad) i Ata Air (iz/u: Teheran-Mehrabad).

## Vanjske poveznice
- (engl.) [neaktivna poveznica]
- (engl.) DAFIF, Great Circle Mapper: JAR